# 大和不動産鑑定
大和不動産鑑定株式会社 （だいわふどうさんかんてい）は、大阪府大阪市西区西本町に本社を置く、大手不動産鑑定業者である。

## 概要
不動産鑑定業者として売上高は日本不動産研究所に次ぐ業界第2位である。不動産証券化の業界でも不動産鑑定評価のシェアは高く、J-REIT保有物件の鑑定評価は約25%のシェアを占める。

## 沿革
- 1966年（昭和41年） - 大和不動産鑑定事務所が設立。
- 1967年（昭和42年） - 大和不動産鑑定株式会社に改組。
- 1972年（昭和47年） - 東京支社を開設。
- 2005年（平成17年） - 東京支社を東京本社に改称。
- 2017年（平成29年） - 「Daiwa Kantei International Pte. Ltd.」（大和不動産鑑定シンガポール）をシンガポールに設立。
- 2018年（平成30年） - 「大和不動産鑑定シンガポール タイ駐在事務所」をタイ王国に設立。

## 事業所
- 東京本社：東京都千代田区一ツ橋1丁目1番1号 パレスサイドビル3F

鑑定本部、国際事業部、資産ソリューション部、システム評価部、デュー・ディリジェンス部、環境コンサルティング部、まちづくり事業部、不動産事業戦略室、リサーチ&マーケティング室、審査部、業務推進部、事業企画部、企画総務部、情報システム部
- 大阪本社：大阪市西区西本町1丁目4番1号　オリックス本町ビル11F

鑑定部、建築エンジニアリング部、環境コンサルティング部、研究審査部、システム評価部、情報システム部、企画総務部
- 東北支社：仙台市青葉区二日町3番10号　グラン・シャリオビル2F
- 横浜支社：横浜市西区みなとみらい2丁目2番1号 横浜ランドマークタワー30F
- 名古屋支社：名古屋市中区栄2丁目3番6号 NBF名古屋広小路ビル5F
- 京都支社：京都市中京区御池通高倉西入高宮町200番 千代田生命京都御池ビル4F
- 奈良支社：奈良市西大寺東町2丁目1番56号　南都銀行西大寺駅前ビル6F
- 九州支社：福岡市中央区天神4丁目2番20号　天神幸ビル3F
- 北九州支社：北九州市小倉北区米町1丁目2番26号 日幸北九州ビル8F
- 神戸事務所：神戸市中央区播磨町49 神戸旧居留地平和ビル7F
- 大和不動産鑑定シンガポール:6A Shenton Way, #04-02 to #04-08, Singapore 068815